# Mastercastle
Mastercastle est un groupe de heavy metal italien, originaire de Gênes. Le groupe est formé en 2008, grâce à la collaboration du guitariste Pier Gonella avec la chanteuse Giorgia Gueglio. En 2009, Mastercastle sort son premier album intitulé The Phoenix.

## Biographie
Le groupe est formé en juin 2008 à Gênes, grâce à la collaboration du guitariste Pier Gonella avec la chanteuse Giorgia Gueglio. Pier Gonella joue de 2003 à 2007 dans le groupe L'abyrinth. En avril 2008, Steve Vawamas (basse) et Asessandro Bissa (batterie) rejoignent le groupe, et peu de temps après Mastercastle signe avec Lion Music en août 2008. Le 17 avril 2009, Mastercastle sort son premier album intitulé The Phoenix. Ce dernier est publié le 20 septembre 2009 en Japon par Spiritual Beast. L'album est produit par Pier Gonella, publié par Lion Music.
Le 18 juin 2010, Mastercastle publie un nouvel album studio, intitulé Last Desire. Ce dernier, composé de douze chansons, reçoit des critiques élogieuses de l'ensemble du monde du metal. En 2011, lors d'un changement de formation, le groupe participe à un projet, Embrace the Sun, Un album produit par Lion Music dont les bénéfices sont reversés aux victimes du séisme ayant frappé le Japon en mars. Le groupe attribue la chanson Sakura (et son clip), et l'album est publié en juin 2011. L'album termine ensuite la production de leur nouvel album , qui est publié par Lion Music le 18 novembre 2011 sous le titre Dangerous Diamonds. À la fin de 2011, le groupe se lance dans un quatrième album, d'abord intitulé Metals, puis la formation change avec l'arrivée de John Macaluso (Malmsteen, James Labrie, Ark, TNT). L'album est publié le 19 avril par Lion Music sous le titre On Fire.
En 2014, le groupe signe un contrat de distribution avec le label Scarlet Records pour la sortie d'un cinquième album, intitulé Enfer (De La Bibliothèque Nationale). L'album est considéré par la presse spécialisée comme le plus gros effort du groupe en date. Le 3 octobre 2014, le groupe publie le clip vidéo de la chanson Enfer, et révèle la date de sortie de l'album Enfer De La Bibliothèque Nationale pour le 14 octobre,.
Le 19 mai 2017, les Italiens sortent leur nouvel album Wine Of Heaven, précédé d'une lyrics vidéo du titre Drink of Me.
En janvier 2022, le groupe publie l’album Lighthouse Pathetics sous le label discographique Diamonds Prod, précédé du single et du clip Who Cares for the Moon, avec la participation de Fabio Lione, ainsi qu’un deuxième single et clip Lighthouse Pathetic

## Membres

### Membres actuels
- Steve Vawamas - basse (depuis 2008)[2]
- Giorgia Gueglio - chant (depuis 2008)[2]
- Pier Gonella - guitare (depuis 2008)[2]
- Francesco La Rosa - batterie (depuis 2013)[2]

### Anciens membres
- Alessandro Bissa - batterie (2008-2012)[2]
- John Macaluso - batterie (2012-2013)[2]

## Discographie
- 2009 : The Phoenix
- 2010 : Last Desire
- 2011 : Dangerous Diamonds
- 2013 : On Fire
- 2014 : Enfer (De La Bibliothèque Nationale)
- 2017 : Wine of Heaven